# Подоле (Рипінський повіт)
Подоле (пол. Podole, нім. Pudel) — село в Польщі, у гміні Рипін Рипінського повіту Куявсько-Поморського воєводства.
У 1975-1998 роках село належало до Влоцлавського воєводства.